# عروة شراعية

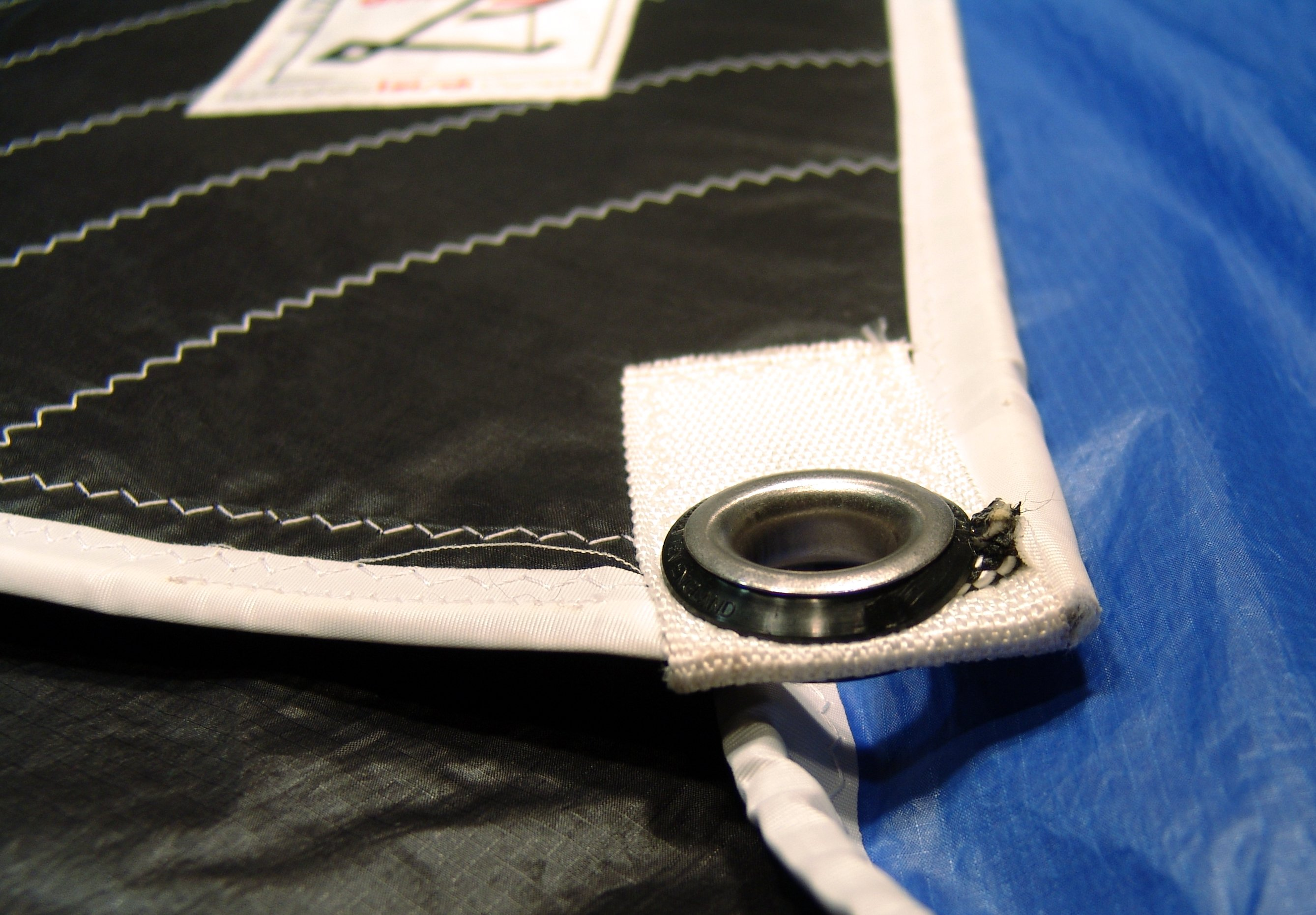
عروة في زاوية الشراع.

العروة الشراعية هي عين يمكن من خلالها تمرير حبل. تشير الكلمة في البحرية إلى ثقب صغير في أي مكان على طول الحافة أو في زاوية الشراع محاط ومثبت بوساطة الحباك.  تُدعم العروة الشراعية بحلقة مثبتة للتقوية وتقليل التآكل، فيمكن في هذا السياق استخدام الاثنين في بعض الأحيان بالتبادل.